# Danh sách tập phim 86 - Eighty Six
86 - Eighty Six (Nhật: 86 ーエイティシックスー Hepburn: Eiti Shikkusu) là một bộ anime được chuyển thể dựa trên light novel cùng tên của tác giả Asato Asato. Anime được sản xuất bởi A-1 Pictures, do Ishii Toshimasa đạo diễn, Ono Toshiya viết kịch bản, Kawakami Tetsuya thiết kế nhân vật, Sawano Hiroyuki và KOUTA YAMAMOTO biên soạn phần nhạc nền, CG được phát triển bởi Shirogumi. Phát sóng kể từ ngày 10 tháng 4 năm 2021.
Anime gồm 23 tập, được chia làm hai phần. Phần đầu tiên gồm 11 tập, phát sóng kể từ ngày 10 tháng 4 năm 2021 cho đến ngày 19 tháng 6 năm 2021. Phần thứ hai gồm 12 tập, phát sóng kể từ ngày 2 tháng 10 năm 2021.
Tại Việt Nam cũng như trên toàn Đông Nam Á, bộ anime đã được Muse Communication cấp bản quyền và phát sóng hoàn toàn miễn phí trên nền tảng xem video trực tuyến iQIYI và Bilibili.

## Blu-ray & DVD
Các tập của anime được phát hành dưới dạng 8 đĩa Blu-ray & DVD.
Đĩa Blu-ray & DVD đầu tiên tặng kèm theo tập 1 của phần truyện spin-off “86 - Eighty Six: Mahou Shoujo Regina ☆ Lena ~ Tatakae! Ginga koko senkan San Magnolia”, một quyển Artwork, một quyển Production Report phỏng vấn đạo diễn Ishii Toshimasa.
Đĩa Blu-ray & DVD thứ hai tặng kèm theo tập 2 của phần truyện spin-off “86 -Eighty Six: Mahou Shoujo Regina ☆ Lena ~ Tatakae! Ginga koko senkan San Magnolia”, một quyển Production Report phỏng vấn đội ngũ biên kịch gồm Ohno Toshiya, Sunayam Kurasumi và Nagai Chiaki.
Đĩa Blu-ray & DVD thứ ba tặng kèm theo tập 3 của phần truyện spin-off “86 - Eighty Six: Mahou Shoujo Regina ☆ Lena ~ Tatakae! Ginga koko senkan San Magnolia”, một quyển Key Animation, một quyển Production Report phỏng vấn hoạ sĩ thiết kế nhân vật kiêm tổng đạo diễn hoạt hoạ Kawakami Tetsuya.
| STT | Ngày phát hành       | Các tập | Tổng thời lượng |
| --- | -------------------- | ------- | --------------- |
| 1   | 28 tháng 07 năm 2021 | 01 - 02 | 48 phút         |
| 2   | 25 tháng 08 năm 2021 | 03 - 05 | 72 phút         |
| 3   | 29 tháng 09 năm 2021 | 06 - 08 | 72 phút         |
| 4   | 27 tháng 10 năm 2021 | 09 - 11 | 72 phút         |

## Danh sách tập phim

### Mùa 1
| Tập                              | Tựa đề | Đạo diễn          | Biên kịch         | Ngày phát sóng gốc |
| Phần 1                           | |                   |                   |                    |
| -------------------------------- | --- | ----------------- | ----------------- | ------------------ |
| 1                                | "Undertaker" "Andāteikā" (「アンダーテイカー」)                                                                    | Ishii Toshimasa   | Ōno Toshiya       | 10 tháng 4, 2021   |
| 2                                | "Spearhead" "Supiaheddo"" (「スピアヘッド」)                                                                       | Nishina Kunisayu  | Ōno Toshiya       | 17 tháng 4, 2021   |
| 3                                | "Tôi không muốn chết" "Shinitakunai" (「死にたくない」)                                                            | Andō Ryō          | Ōno Toshiya       | 24 tháng 4, 2021   |
| 4                                | "Tên thật" "Hontō no namae o" (「本当の名前を」)                                                                   | Andō Ryō          | Ōno Toshiya       | 1 tháng 5, 2021    |
| 5                                | "Tôi sẽ bên bạn" "Watashi mo issho ni" (「私も一緒に」)                                                            | Yasashi Satsuki   | Sunayama Kurasami | 8 tháng 5, 2021    |
| 6                                | "Cho đến phút cuối" "Saigo made" (「最後まで」)                                                                    | Nishina Kunisayu  | Ōno Toshiya       | 15 tháng 5, 2021   |
| 7                                | "Xin đừng quên tôi được không?" "Wasurenai de itekuremasu ka?"" (「忘れないでいてくれますか？」)                   | Itō Tomohiko      | Nagai Chiaki      | 22 tháng 5, 2021   |
| 8                                | "Đi thôi" "Ikō" (「行こう」)                                                                                       | Kawahara Ryūta    | Sunayama Kurasami | 29 tháng 5, 2021   |
| 9                                | "Tạm biệt" "Sayonara" (「さよなら」)                                                                               | Nishina Kunisayu  | Nagai Chiaiki     | 5 tháng 6, 2021    |
| 10                               | "Cảm ơn" "Arigatō" (「ありがとう」)                                                                                | Takahashi Satsuki | Ōno Toshiya       | 12 tháng 6, 2021   |
| 11                               | "Đi nào" "Iku yo" (「行くよ」)                                                                                     | Andō Ryō          | Sunayama Kurasami | 19 tháng 6, 2021   |
| Tập đặc biệt                     | "Thắm đỏ nơi chiến trường, hoa anh túc đỏ rực nở" "Sen'ya ni akaku hinageshi no saku" (「戦野に紅く雛罌粟の咲く」) | N/A               | N/A               | 26 tháng 6, 2021   |
| Tóm tắt lại nội dung 11 tập đầu. | |                   |                   |                    |
| Phần 2                           | |                   |                   |                    |
| 12                               | "Hoan nghênh" "Yōkoso" (「ようこそ」)                                                                              | Andō Ryō          | Nagai Chiaki      | 2 tháng 10, 2021   |
| 13                               | "Đã quá trễ rồi" "Imasara sonna koto" (「今更そんなこと」)                                                         | CTB               | CTB               | 9 tháng 10, 2021   |
| 14                               | "Thật vui được ở đây" (よろしく)                                                                                   | CTB               | CTB               | 16 tháng 10,2021   |
| 15                               | "Chào mừng trở lại" (おかえりなさい)                                                                               | CTB               | CTB               | 23 tháng 10, 2021  |
| 16                               | "Dù có như vậy" (それでも)                                                                                         | CTB               | CTB               | 30 tháng 10,2021   |